# Ulf Christiernsson

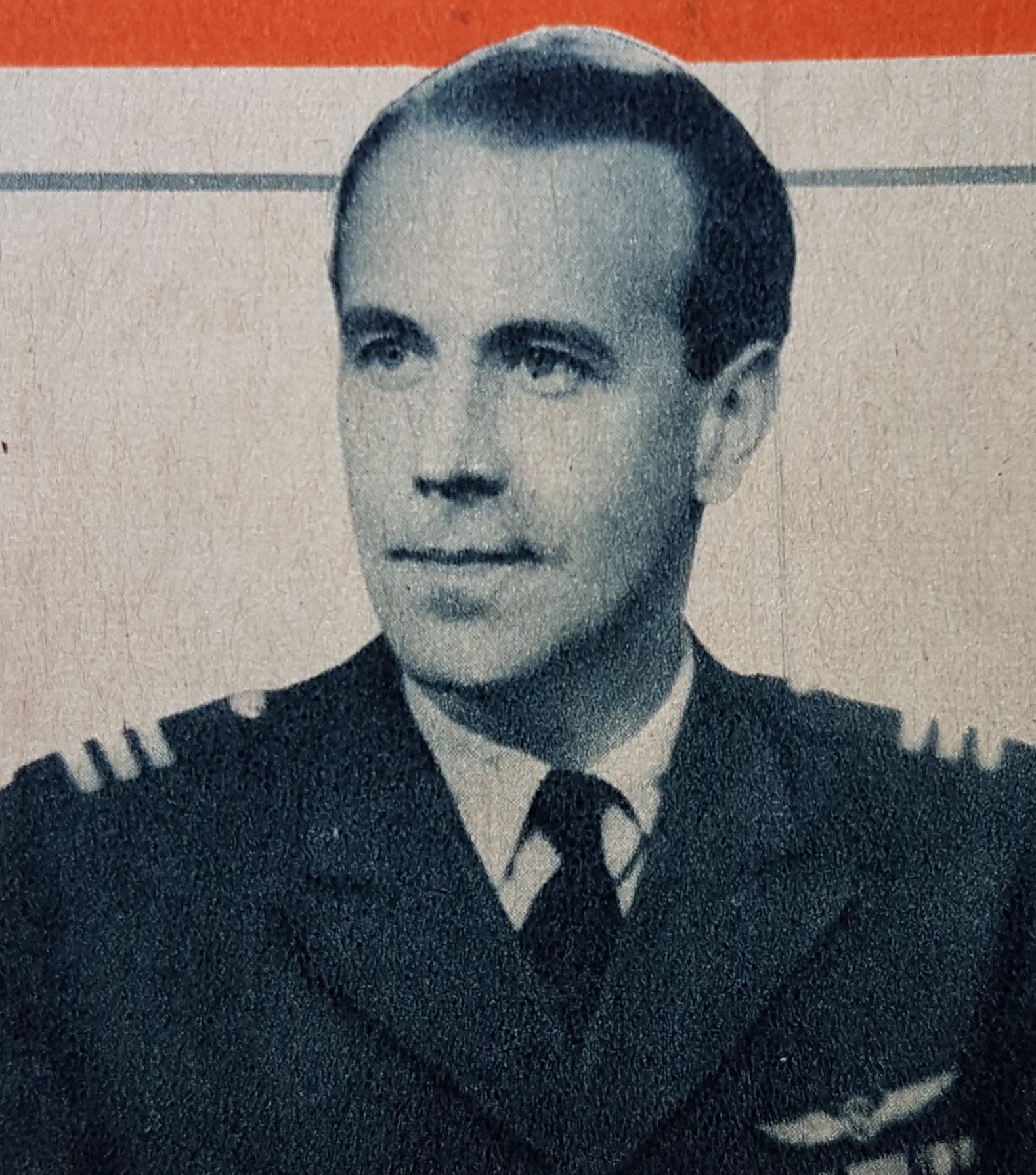
Ulf Christiernsson

Ulf "Chris" Christiernsson, född 27 januari 1913 i Helsingborg, död 3 november 1994 , var en svensk stridsflygare och trafikflygare. Han var son till riksdagsmannen Adolf Christiernson.
Christiernsson utbildade sig till stridspilot vid Kungliga Flygkrigsskolan i Ljungbyhed 1932–1933. Efter grundutbildningen fortsatte han med jaktkursen och en instruktörskurs. Han lämnade flygvapnet som reservlöjtnant 1937 för en tjänst som trafikflygare vid AB Aerotransport. Vid andra världskrigets utbrott inkallades han som stridspilot i Flygvapnet. Han ansökte samma år om tjänstledigt för att deltaga i finska vinterkriget, men han fick avslag på sin begäran. Hans krigsinsats för Finland blev istället att i största hemlighet provflyga tolv franska Morane Saulnier MS.406 på Bulltofta före leverans till finska flygvapnet. Han hade personliga skäl att delta i kriget mot Nazityskland; hans syster var gift med en jude som dödades av nazisterna.
Under 1942 uppvaktade han personligen flygvapenchefen Bengt Nordenskiöld om ledighet för att tjänstgöra vid RAF. Nordenskiöld lär ha svarat Åk om du är så jävla envis samtidigt som han önskade honom lycka till. Han kontaktade därefter den brittiska ambassaden i Stockholm som ordnade en transport i en British Airlines Dakota till England. Han placerades först vid RAF Voluntary Reserve och kom till 14 AFU i Skottland 1 november 1942 där han utbildades på Vickers Wellington. I maj 1943 flyttades han till RAF Coastal Command där han i fyra månader utförde konvojtjänst i en division Wellingtonplan. I september 1943 blev omplacerad och inledde inflygning på en Avro Lancaster men efter en vecka flyttades han över till inflygning på de Havilland Mosquito. 
När han var klar med inflygningen ville RAF sända honom till Fjärran Östern. Men Christiernsson bad om att få fortsätta att strida mot Nazityskland. Han placerades vid 680:e spaningsdivisionen utanför Kairo, där han flög obeväpnade men kameraförsedda Mosquitos före bombflygplanen för att markera deras mål. Efter invasionen av Italien förflyttades hans division under juni månad 1944 till San Severo i Italien, varifrån de utförde fjärrspaningsuppdrag långt in i Tyskland. Under ett uppdrag över Messerschmittfabriken i Wiener Neustadt träffades hans ena motor av eld från en Junkers Ju 88, men han lyckades ta sig till Novi Sad i Jugoslavien, där han nödlandade. Flygfältet hade erövrats av Röda armén fyra dagar tidigare. Befälhavaren på platsen ville sända honom till Moskva, men Christiernsson insisterade på att få fortsätta tillbaka till sin division. I augusti 1944 blev han den första allierade pilot som mötte en Me 262 på 30 000 fot över Lechfeld. Hans högra vingspets träffades av eld. Efter en åtta minuters katt-och-råttalek i luften lyckades han fly in i en molnbank, där han skakade av sig sin förföljare. På grund av bränslebrist kunde han inte återvända till Italien, utan styrde mot England. I höjd med Vlissingen utsattes han för en serie salvor från ett 88-millimeters luftvärnsbatteri. Med nästan tomma tankar lyckades han slutligen landa på en flygbas i England. 
Efter att ha fullgjort sin tjänstgöringsperiod vid 680:e divisionen förflyttades han under hösten 1944 till 130:e divisionen i Belgien där han med en Spitfire IX flög mot olika markmål. Efter tre månader återvände han till sin tidigare division i Italien. Under våren 1945 flög han på amerikansk begäran en erövrad Heinkel He 111 till Brindisi. Själva flygningen avlöpte problemfritt, men mitt i landningen förlorade han allt hydrauliskt tryck, vilket medförde att flygplanet blev mycket trögt att manövrera.
Efter krigsslutet 1945 stationerades han en kort period som Spitfirepilot i Kristiansand i Norge. Under sommaren samma år anmälde han sig till ett specialjaktförband, Tiger Force, i RAF för att medverka i striderna mot Japan, men atombomberna över Hiroshima och Nagasaki avslutade kriget för Christiernsson.
Efter återkomsten till Sverige anställdes han vid det nystartade flygbolaget Skandinaviska Aero där han flög DC-3. När SAS övertog företaget avskedades samtliga flygbesättningar och Christiernsson inledde flygningar från Europa till Israel med vapen för den israeliska armén. Efter att ha genomfört 16 smuggelflygningar med vapen erbjöds han 1948 att flyga bombuppdrag med en C-46 i Gazaregionen. Eftersom flygplanet inte var utrustat för bombfällning, armerade man bomberna för hand och kastade ut dem genom lastdörren. Han tilldelades Israels frihetsmedalj samt ett erbjudande om fast jobb i Israels flygvapen. Han antog jobbet som major och flög i sin tjänst Bristol Beaufighter.
Han återvände till civilflyget 1950 och arbetade ett år för El Al, därefter kom kortare inhopp i Transair, Fred Olsen och Balair, innan han fick jobb som kapten vid Sterling Airways 1963. Han slutade som pilot 25 januari 1978 med namn och siffror i flygdagboken med 45 år i luften med 28 000 flygtimmar och 11 554 000 km med flygplanstyper från Tummelisa till Caravelle.
Vid en flygning 17 december 1953 från Bulltofta till Bromma observerade Christiernsson och hans färdmekaniker Olof Johansson ett klassiskt flygande tefat över Skåne. Vid landningen skrev de en rapport till Försvarsstaben. Händelsen blev mycket omtalad och flera utredningar startades. Senare kom det fram att två värnpliktiga vid F5 i Ljungbyhed av okynne släppt upp en radiosondsballong.

## Anställningar
- Svenska flygvapnet – 1932–1936
- ABA – 1937–1939
- Svenska flygvapnet – 1939–1941
- Royal Air Force – 1942–1945
- Scandinavian Aero AB – 1946–1947
- Israeliska flygvapnet – 1948–1949
- El Al – 1950
- Sterling Airways – 1963–1978